# 赵永甫
赵永甫（1954年—），男，汉族，河北昌黎人，中国人民解放军海军少将，曾出任中国人民解放军海军装备研究院院长、中国人民解放军海军工程大学校长。中国造船工程学会常务理事。

## 生平
赵永甫长期在中国人民解放军海军服役，2009年升为海军少将。2011年5月，赵永甫出任中国人民解放军海军工程大学校长。